# Ctenucha cressonana
Ctenucha cressonana är en fjärilsart som beskrevs av Augustus Radcliffe Grote 1863. Ctenucha cressonana ingår i släktet Ctenucha och familjen björnspinnare. Inga underarter finns listade i Catalogue of Life.